# عبدالمجید فیروز
سرلشکر عبدالمجید میرزا ناصرالدوله (درگذشته تیر ۱۳۳۸) که نام خانوادگی فیروز برگزید، فرمانده نیروی هوایی شاهنشاهی ایران بود.
عبدالمجید میرزا از شاهزادگان قاجار، فرزند عبدالحمید میرزا ناصرالدولهٔ فرمانفرما و برادرزادهٔ عبدالحسین میرزا فرمانفرما بود. جزء اولین دسته از محصلین ارتشی به اروپا اعزام شد و دانشکدهٔ نظامی سن سیر را در فرانسه طی کرد. پس از مشروطیت وارد قزاقخانه شد و در ۱۳۰۰ به درجه سرتیپی و عضویت شورای عالی نظام منصوب شد. در ۲۸ تیر ۱۳۱۱ بعد از برکناری رضا افشار از وزارت طرق، به کفالت آن وزارتخانه منصوب شد و تا فروردین ۱۳۱۲ در این سمت بود. در ۱۳۱۵ به فرماندهی ژاندارمری کل کشور رسید و تا ۱۳۱۸ که ژاندارمری منحل شد، در آن سمت باقی ماند و سپس به ریاست دادرسی ارتش رسید. 
بعد از شهریور ۱۳۲۰ عبدالمجید فیروز پس از بیست سال توقف در درجهٔ سرتیپی، درجهٔ سرلشکری گرفت  و در  ۲۲ دی آن سال به ریاست ادارهٔ هواپیمایی شاهنشاهی منصوب شد
سرلشگر فیروز در سال ۱۳۲۸ پس از تشکیل مجلس سنا، به سناتوری رسید و این سمت را دو دوره حفظ کرد. وفات او در ۱۳۳۸ اتفاق افتاد و هنگام فوت ۷۵ سال داشت. 
از عبدالمجید فیروز با عنوان افسری تحصیلکرده و آرام و رجلی دانشمند یاد می‌شود که به چند زبان خارجی آشنایی داشت. قبل از انتخاب نام فامیلی فیروز برای خود، لقب ناصرالدوله داشت. با دختر مهدی‌قلی‌خان مجدالدوله ازدواج کرده بود که صاحب فرزند نشد و از این رو چند سال قبل از مرگ، کلیه املاک خود را در اراک برای تأسیس بیمارستانی در کرمان وقف کرد. همچنین کتابخانهٔ بزرگ خود را که متجاوز از شش هزار جلد کتاب به زبان‌های فرانسه، انگلیسی، عربی و فارسی بود به کتابخانه مجلس شورای ملی بخشید. در میان کتب اهدایی، چند نسخه خطی نادر موجود بوده‌است.
جشن پنجاهمین سالگرد تأسیس انجمن اخوت در سال ۱۳۲۷ خورشیدی در باغ ناصرالدوله (عبدالمجید میرزا) برگزار شد.